# Martin Schaudt
Martin Schaudt (ur. 7 grudnia 1958 w Albstadt) – niemiecki jeździec sportowy, dwukrotny złoty medalista olimpijski. 
Startował w ujeżdżeniu. Oba medale wywalczył jako członek drużyny, w Atlancie oraz osiem lat później w Atenach. 

## Starty olimpijskie (medale)
Atlanta 1996
- konkurs drużynowy (na koniu Durgo) –  złoto

Ateny 2004
- konkurs drużynowy (Weltall) –  złoto